# Briston
Briston är en ort och civil parish i Storbritannien.   Den ligger i grevskapet Norfolk och riksdelen England, i den sydöstra delen av landet, 170 km nordost om huvudstaden London. Briston ligger 56 meter över havet och antalet invånare är 1 796.
Terrängen runt Briston är platt. Runt Briston är det ganska tätbefolkat, med 104 invånare per kvadratkilometer. Närmaste större samhälle är Sheringham, 14,0 km nordost om Briston. Trakten runt Briston består till största delen av jordbruksmark.